# Хартрад фон Меренберг
Хартрад (V/VI) фон Меренберг (на немски: Hartrad (V/VI) von Merenberg; † сл. 1328) е господар на господството Меренберг при Вайлбург и графството Глайберг в Хесен. Повечето от рода имат името „Хартрад“.

## Произход и наследство
Той е син на господар Готфрид фон Меренберг, фогт на Елзас († сл. 1295) и съпругата му Лиза († сл. 1312). Брат е на Готфрид фон Меренберг († 1312/1317) и на Гертруд фон Меренберг († 1317), омъжена за Хайнрих фон Шьонекен († 1315), син на Герхард I фон Шьонекен († 1317) и Мехтилд фон Насау († 1319), дъщеря на граф Ото I фон Насау и Агнес фон Лайнинген.
Със смъртта на Хартрад (V/VIИ) фон Меренберг през 1328 г. родът измира по мъжка линия. Чрез одобреното завещание през 1326 г. от крал Лудвиг IV Баварски дъщерите на Хартрад стават наследници на господството. Граф Герлах фон Насау е определен за опекун. Родът Вестербург проявява искания за наследството и се стига до дълъг конфликт, през който се отказват исканията на Вестербургите.
Лиза, най-малката дъщеря на Хартрад VI, отива в манастир и се отказва от наследството. Най-голямата дъщеря Гертруд се омъжва през 1333 г. за Йохан I фон Насау-Вайлбург, с което господството Меренберг заедно с графството Глайберг отиват на род Насау-Вайлбург. Йохан се нарича от тогава „Насау-Меренберг“, докато наследството на Графство Саарбрюкен се преименува на „Насау-Саарбрюкен“.

## Фамилия
Хартрад фон Меренберг се жени за Лиза фон Сайн (* ок. 1310; † сл. 1328), дъщеря на граф Йохан I фон Сайн-Хахенбург († 1324) и ландграфиня Елизабет I фон Хесен († 1293), дъщеря на ландграф Хайнрих I фон Хесен и принцеса Аделхайд фон Брауншвайг-Люнебург. Те имат три дъщери:
- Гертруд фон Меренберг († 6 октомври 1350), наследничка, омъжена 1333 г. за граф Йохан I фон Насау-Вайлбург (* 1309; † 20 септември 1371)
- Лиза фон Меренберг († сл. 1375), омъжена I. 1345 г. за Улрих III фон Хоенлое-Браунек-Халтенбергщетен († 1366/1367), II. за Луполд Кюхенмайстер фон Нортенберг († ок. 1375)
- Кунигунда фон Меренберг († сл. 1360), омъжена 1343 г. за Райнхард I фон Вестербург (* ок. 1308; † 7 април/31 декември 1353)